# Dom von Orvieto

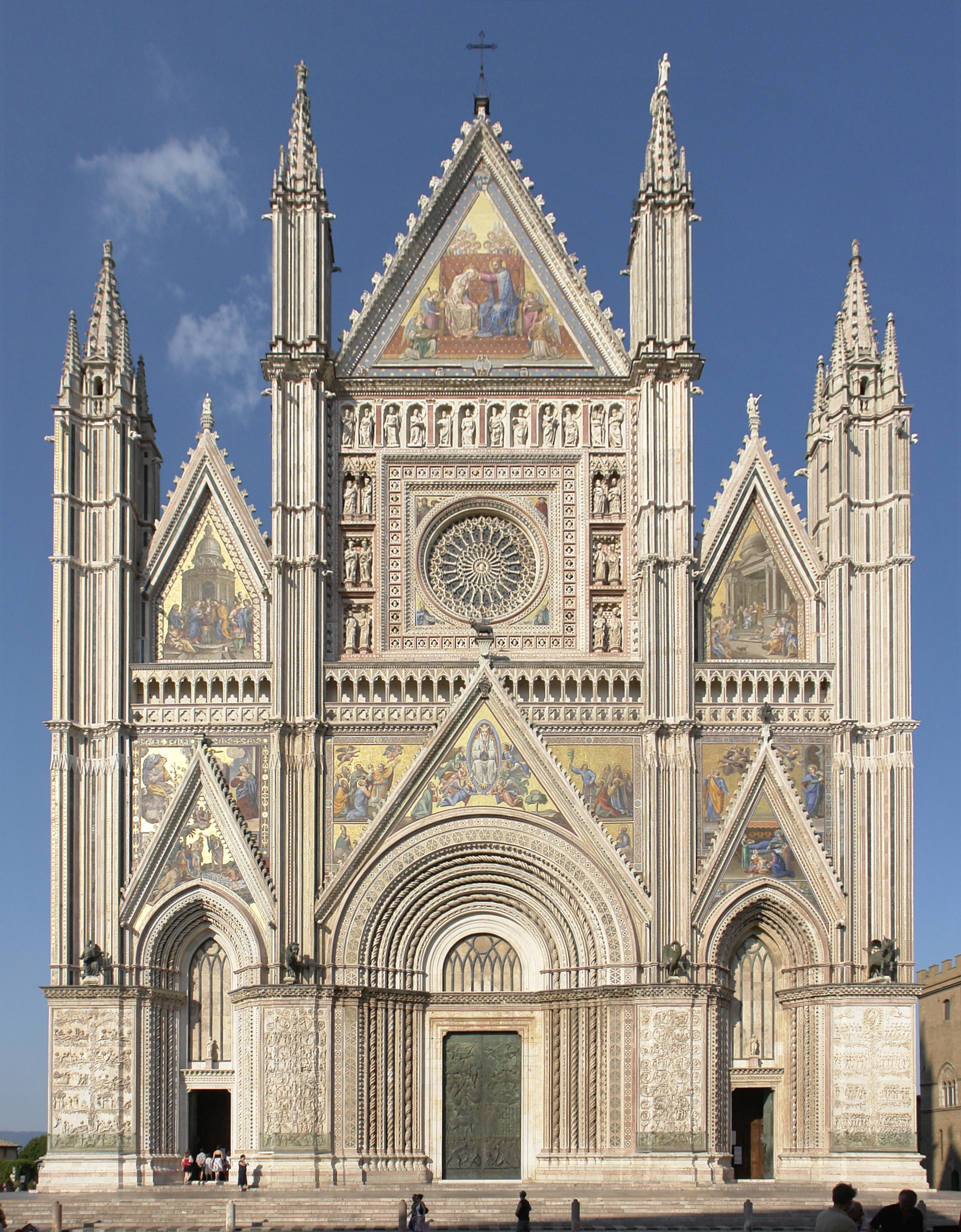
Kathedrale Maria Himmelfahrt

Der Dom von Orvieto (Cattedrale di Santa Maria Assunta) ist ein Meisterwerk gotischer Architektur in Mittelitalien.

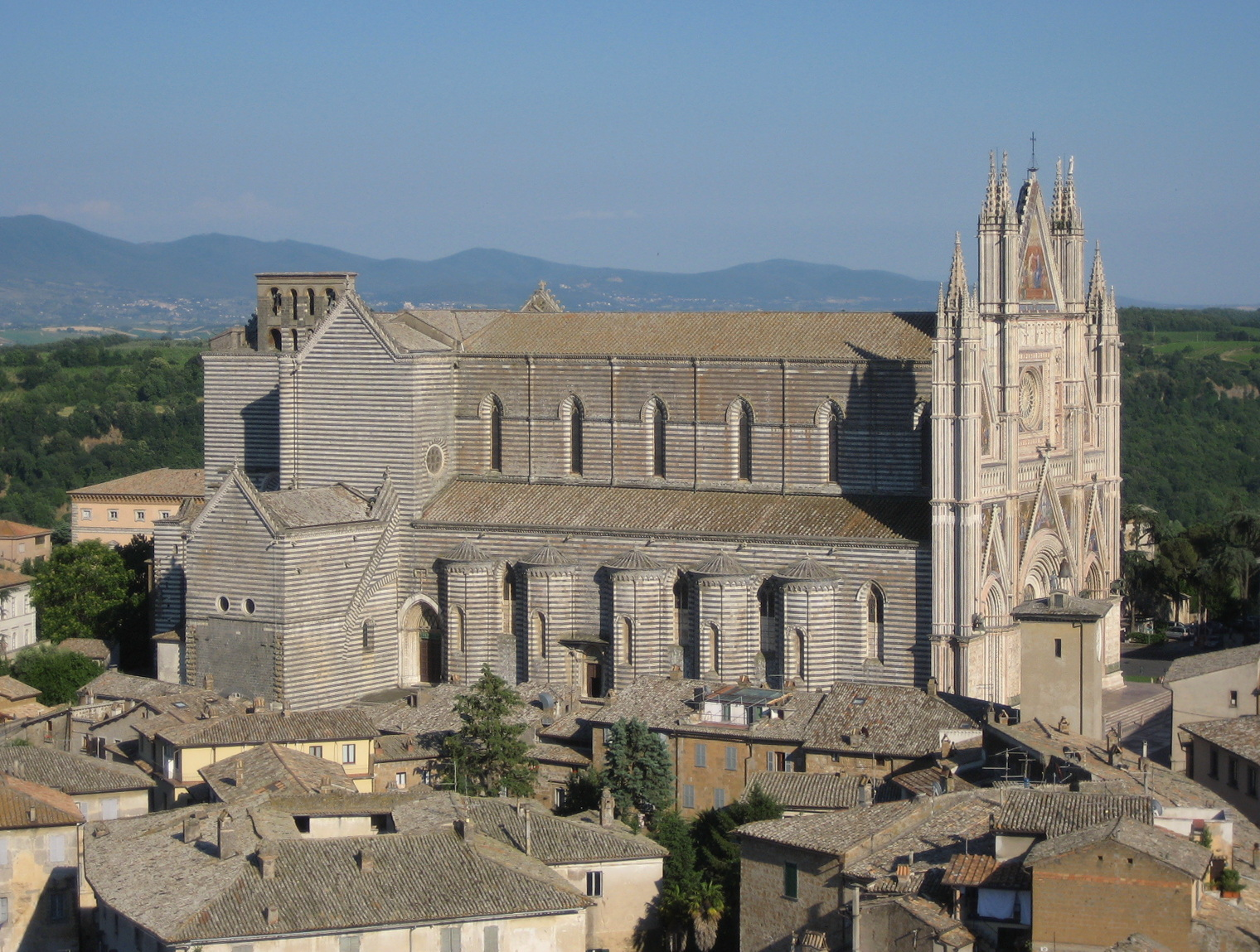
Der Dom in Orvieto

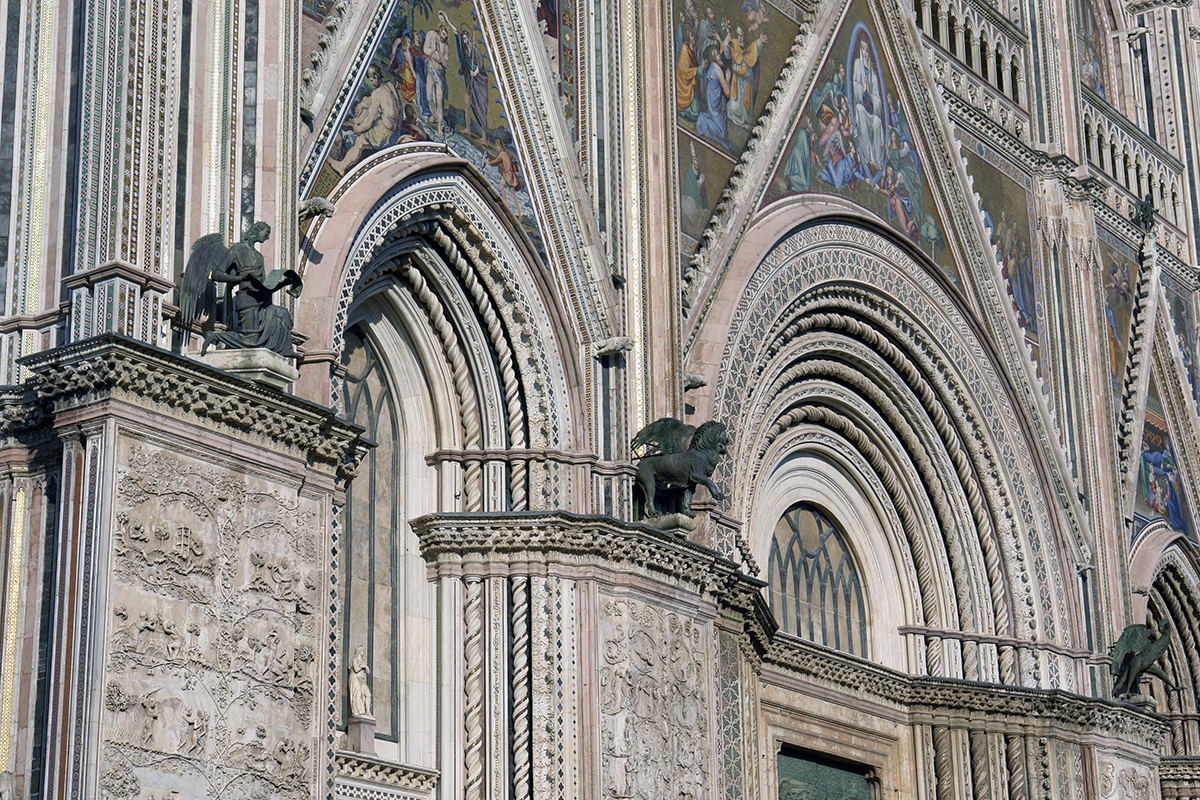
Kathedrale, Fassade, Detail

Durch die Lage der Stadt Orvieto ist das wichtigste Gebäude, der römisch-katholische Dom mit dem Patrozinium Maria Himmelfahrt, schon von Weitem zu erkennen. Der Dom gehört zu der großen Anzahl bedeutender Bauwerke, die im ausgehenden 13. Jahrhundert geplant wurden. Er wurde 1288 wahrscheinlich unter Arnolfo di Cambio (1240–1302) begonnen, der einige Jahre später den Dom und den Palazzo Vecchio von Florenz bauen sollte. 1308 war der Rohbau ohne Dach und Fassade fertig. Letztere wurde nach Zeichnungen von Lorenzo Maitani im 14. Jahrhundert vollendet. 1889 erhielt die Kathedrale zusätzlich den Titel einer Basilica minor verliehen.

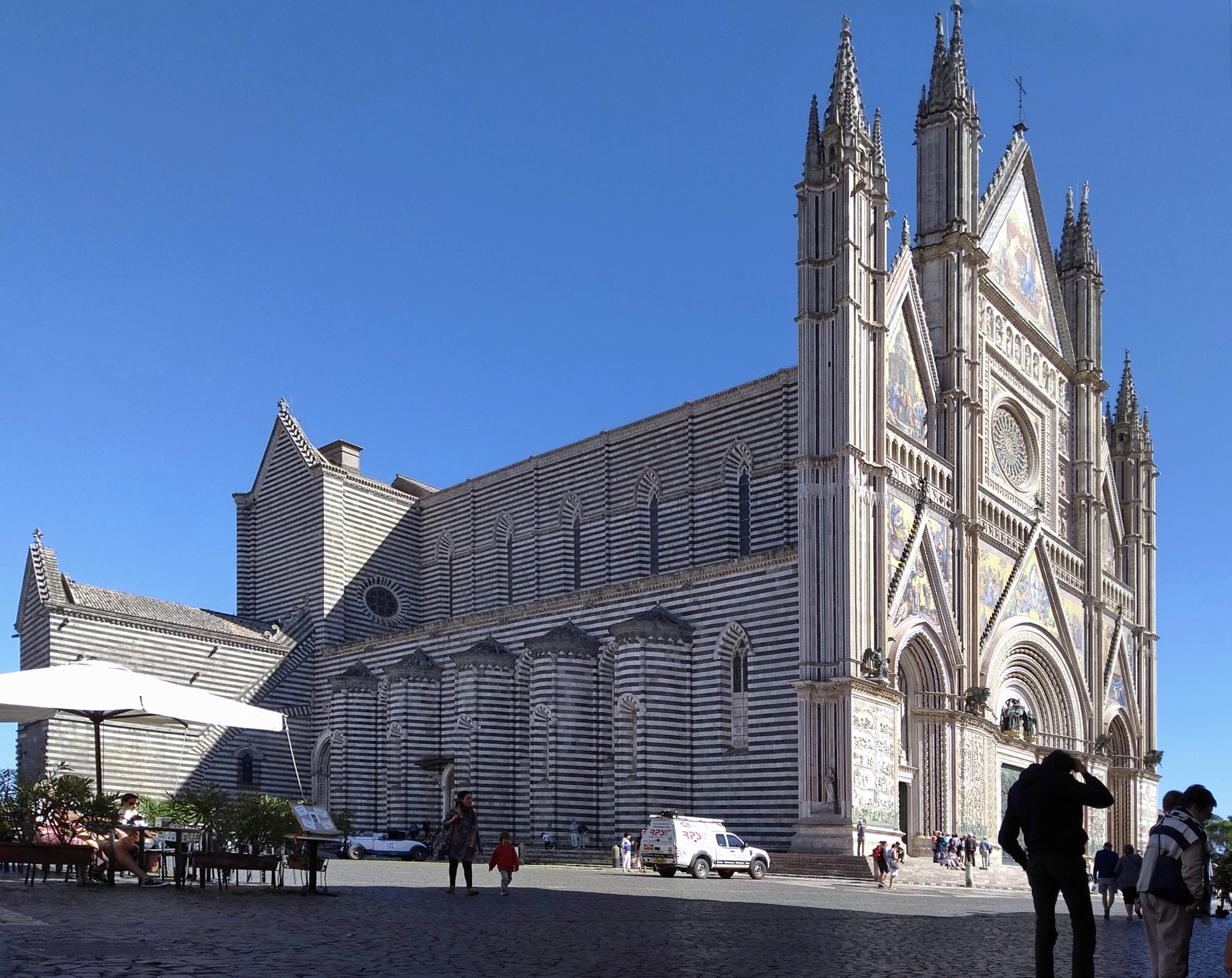

Anlass, den Dom zu bauen, war das „Blutwunder“ im nahe gelegenen Bolsena im Jahr 1263, bei dem in der Kirche Santa Cristina aus einer Hostie während der Wandlung Blut getropft sein soll. Dieses „Blutwunder“ bildete die Grundlage des Fronleichnamsfestes. In einer Seitenkapelle des Doms wird das mit dem Blut getränkte Altartuch als Reliquie aufbewahrt. Des Weiteren findet sich im Gebäude das Meisterwerk Luca Signorellis (1445/50–1523): das Fresko des Jüngsten Gerichts aus dem Jahre 1499.

## Fassade
Die Datierung des Baubeginns der Fassade bewegte sich in der Wissenschaft zwischen 1290 und 1310. Eine genaue Datierung ist bedeutend, um auf eine mögliche stilistische Abhängigkeit von Siena schließen zu können. Eine Untersuchung aus den 1990er Jahren belegt eine Datierung des Baubeginns auf die Jahre vor 1300.
Orvieto und seine Bauhütte nahmen auf die klassisch-römische Bildhauerei Bezug: in der ersten Phase auf hadrianisch-konstantinische Werke, in der zweiten, die durch den Namen von Lorenzo Maitani verkörpert wird, auf der der Trajanssäule in Rom. Die vorbildliche Funktion Roms erklärt sich u. a. auch durch das Interesse der Päpste am Bau der Kathedrale von Orvieto, wie sie sich durch Jahrzehnte belegen lässt. Manches Widersprüchliche an den Fassadenreliefs lässt sich durch die Einwirkung östlicher Ikonographie erklären.
Dementsprechend hängt die Fassade weniger von Siena ab, sondern es lassen sich Beziehungen zum nordalpinen Raum nachweisen, die nach Straßburg führen. Meister aus dem Norden haben nachweislich auch in Orvieto gearbeitet. Auch hier wurde, wie zuvor in Siena, mit Skulpturen nach deutschem Vorbild gearbeitet, jedoch mit größerer Betonung der Fassadenfläche, wie es der italienischen Tradition und besonders der umbrischen eher entspricht. Dekoriert ist die Fassade daher nur mit Reliefs und Mosaiken, die die glatte Fläche möglichst undurchlässig bleiben lassen.
Die einzelnen Dekorationen der Fassade sind sehr zartgliedrig gearbeitet. Die Fensterrose aus der Mitte des 14. Jahrhunderts ist an den oberhalb von einem Skulpturenfries umzogen, der aber nicht so plastisch hervortritt wie in Siena und der streng in die geometrische Rechteckform eingebunden ist, wie es auch in Assisi zu sehen ist.
- 1354–1366: Rose (Orcagna zugeschrieben)
- 1373–1380: seitliche Fassadengiebel
- 1513–1532: mittlere Fassadengiebel
- Ende 16.–17. Jahrhundert: Fassadentürme und Mosaiken

### Wandreliefs
Die vier großen Reliefs in der Sockelzone der Fassade entstanden ab etwa 1310/20 (auch ab 1331). Auf einer Gesamtfläche von 112 m² erzählen sie von der alttestamentarischen Entstehungsgeschichte des Menschen, seiner Erlösung und Endbestimmung. Auffallend und typisch für die umbrische Kunst ist der zart-lyrische, eher weiche Charakter des Dargestellten.
„Es kommt keine Antithese von Hochrelief und Grund auf. Ideal, homogen und undurchdringlich wie ein Goldgrund breitet sich hier die Folie aus.“ (Keller S. 414–415) Die detailfreudige Sorgfalt der Darstellungen hat sich über die Jahrhunderte erhalten, was zuweilen der sauberen Luft Umbriens zugeschrieben wird. Dennoch sind sie mittlerweile gegen Berührung hinter Glas geschützt.
- Erster Pfeiler: Genesis
- Zweiter Pfeiler: Die Wurzel Jesse und Prophezeiungen der Erlösung
- Dritter Pfeiler: Geschichten aus dem Neuen Testament
- Vierter Pfeiler: Das Letzte Gericht: Offenbarung des Johannes

### Nischen
In den Nischen über der Rosette stehen die zwölf Apostel; in den seitwärtigen Nischen je paarweise zwölf alttestamentliche Propheten.

### Pforten
Jüngstes Kunstwerk sind die drei bronzenen Türen zum Ein- (rechts) und Ausgang (links); geschaffen hat sie 1970 der sizilianische Bildhauer Emilio Greco (1913–1995).

## Außenansicht und Innenraum

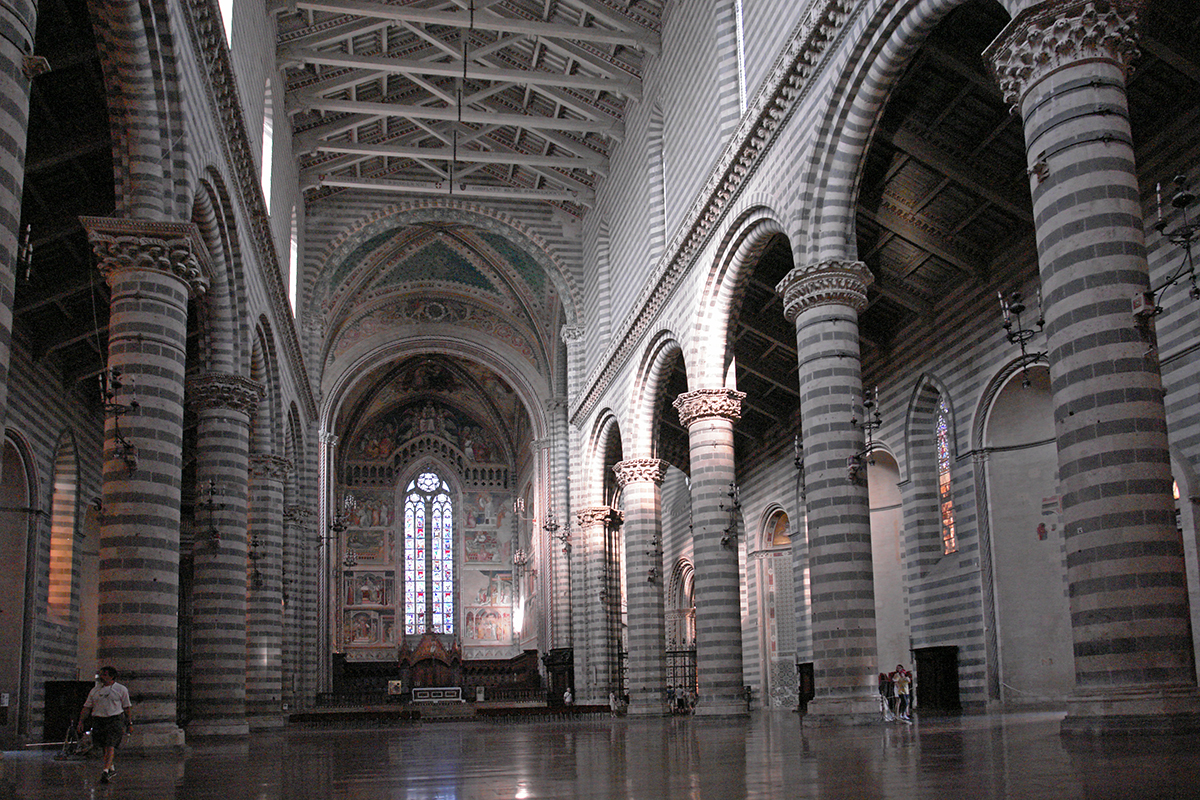
Kathedrale, Innenansicht

Die südliche Außenwand des Domes zeigt die typische waagerechte Schwarz-Weiß-Schichtung des Steins wie in Siena. Und auch hier hat die Fassade ein deutliches Eigenleben gegenüber dem dahinter liegenden Kirchenbau. Die gleiche Dekoration bestimmt auch den Innenraum, der auch etwas an Siena erinnert, aber nicht ganz so prachtvoll ist. Orvieto hat kein steinernes Gewölbe, sondern eine hölzerne Flachdecke. Das Dach wurde 1881–90 zur 500-Jahr-Feier erneuert. Die Wände der Seitenschiffe waren oberhalb von zwei Metern ursprünglich freskiert wie der übrige Innenraum. Die heutige Streifung wurde erst 1890/91 in Angleichung an das Mittelschiff aufgemalt.
In der Apsis zeigen Fresken von etwa 1370/1380 Episoden aus dem Leben Marias von Ugolino di Prete Ilario und Pietro di Duccio, die der lokalen Schule zugeschrieben werden. 1491–97 wurden sie von Giacomo da Bologna, Pinturicchio und Antonio da Viterbo (genannt Pastura) neu gemalt.
Die Pietà, 1570–79 von Ippolito Scalza (1532–1617) geschaffen, wurde aus einem einzigen Block gemeißelt.

### Die Kapelle San Brizio und der Freskenzyklus von Luca Signorelli

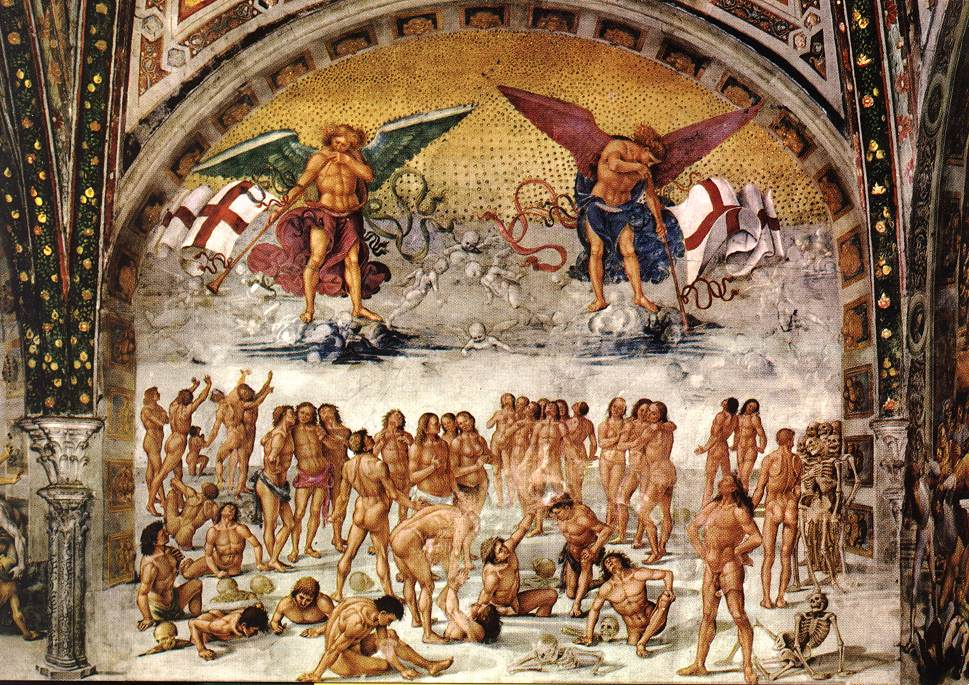
Die Auferstehung

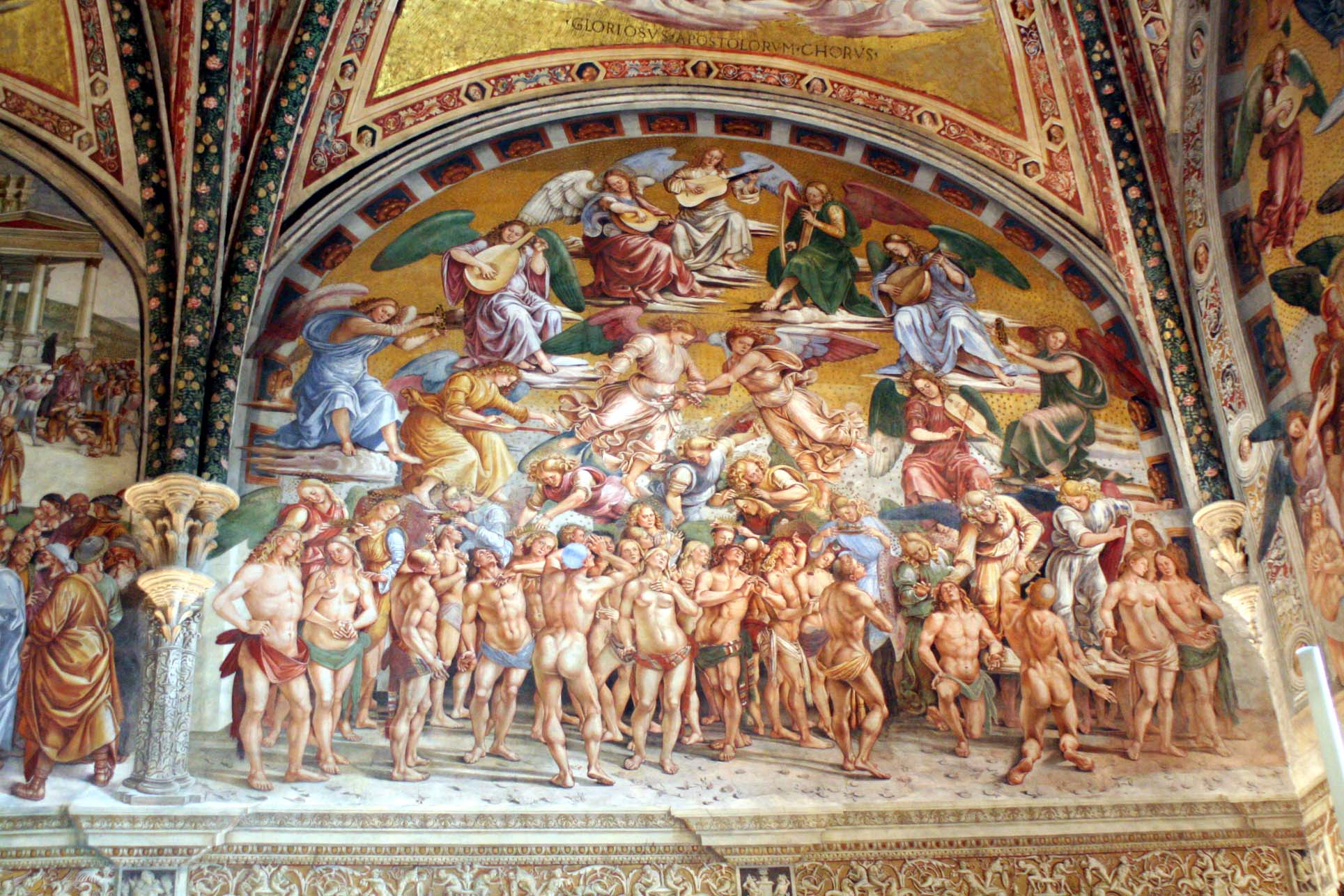
Die Auserwählten

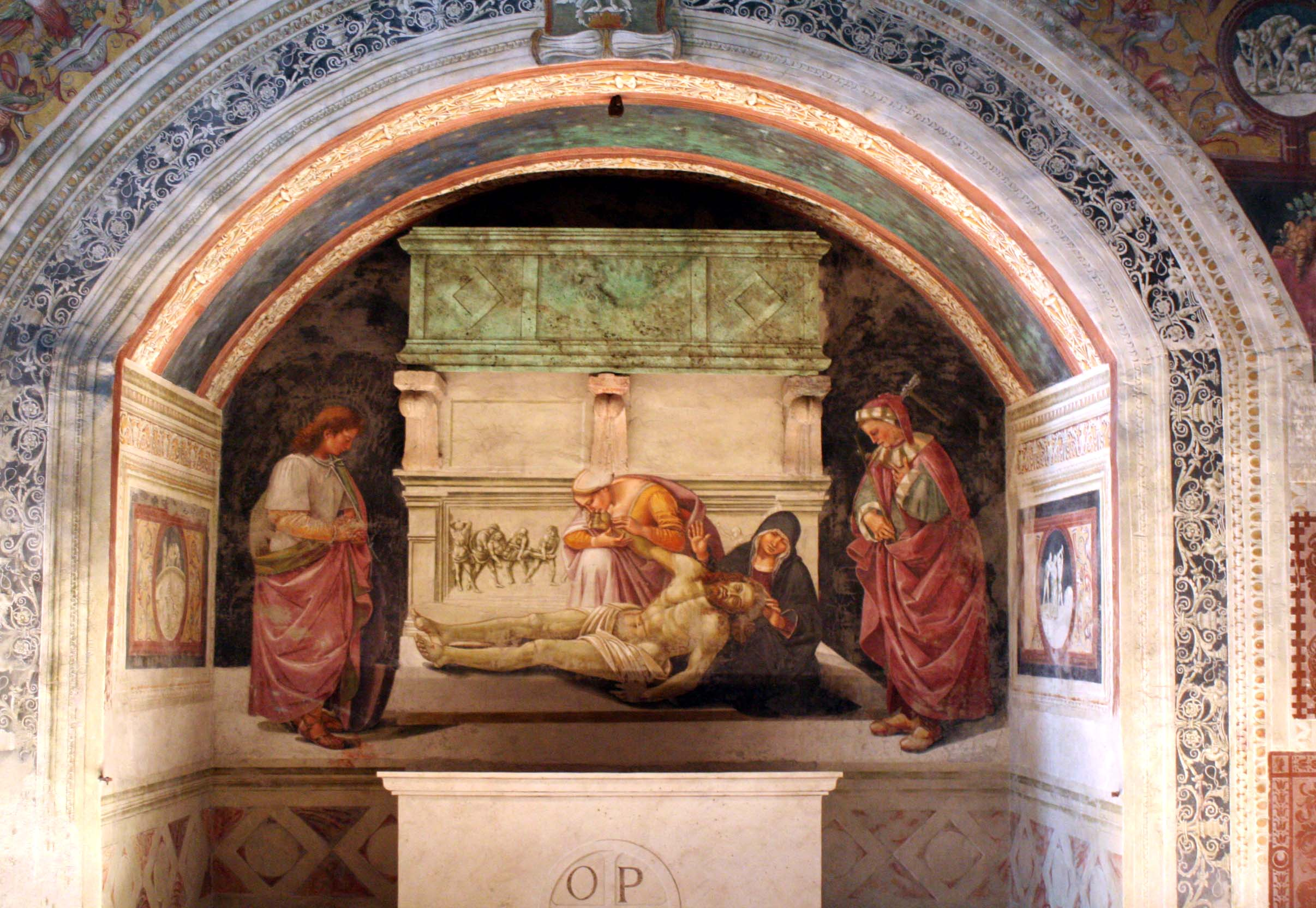
Die Grablegung Christi

Für die Geschichte der italienischen Malerei von großer Bedeutung ist die Cappella di San Brizio, ursprünglich schlicht Cappella Nuova genannt, mit dem großen Freskenzyklus der Apokalypse (oder Die vier letzten Dinge: Tod, Gericht, Hölle und Himmel), das Luca Signorelli 1499 begann, nachdem er unmittelbar zuvor einige Fresken in der Abtei Monte Oliveto gemalt hatte. Seine ausgesprochen figurenreichen Kompositionen erstrecken sich über drei Wände und die Gewölbefelder der Kapelle. 
Mit den, an antiken Vorildern orientierten, klar voneinander abgehobenen Figuren ging über die Möglichkeiten seines Lehrers Piero della Francesca hinaus. Besonders die Anatomie des menschlichen Körpers und seine Bewegungen werden diffenrenziert dargestellt. In Monte Oliveto zeigen die Fresken von Signorelli und Sodoma das gleiche Interesse. Signorelli fand Gestaltungsmittel, die von Michelangelo, besonders in seinem Jüngsten Gericht in der Sixtinischen Kapelle in Rom, und später im Barock aufgegriffen wurden.
- Szene Die Krönung der Auserwählten: Mit deutlichen Gesten bringen die Menschen Gott ihre Dankbarkeit zum Ausdruck.
- Szene Geschichte des Antichristen: In diesem Ausschnitt sieht man den Antichrist mit dem Teufel als Einsager, als böse Stimme der Verführung. Er steht auf einem Postament und redet zu den Menschen.
- Am linken Rand dieses Feldes gibt es ein Selbstbildnis Signorellis zusammen mit Fra Angelico aus Florenz.

Luca Signorelli stand sehr unter dem Einfluss der Florentiner Malerei und deren Betonung des disegno, also der Zeichnung. Die Farbe spielt keine zentrale Rolle in der Gestaltung des Themas, auch wenn es zunächst den Anschein hat. Zwar gibt es starke Farbkontraste, doch die einzelnen Figuren werden eindeutig mehr durch zeichnerische Elemente bestimmt als durch farbige und malerische Mittel.

## Orgel

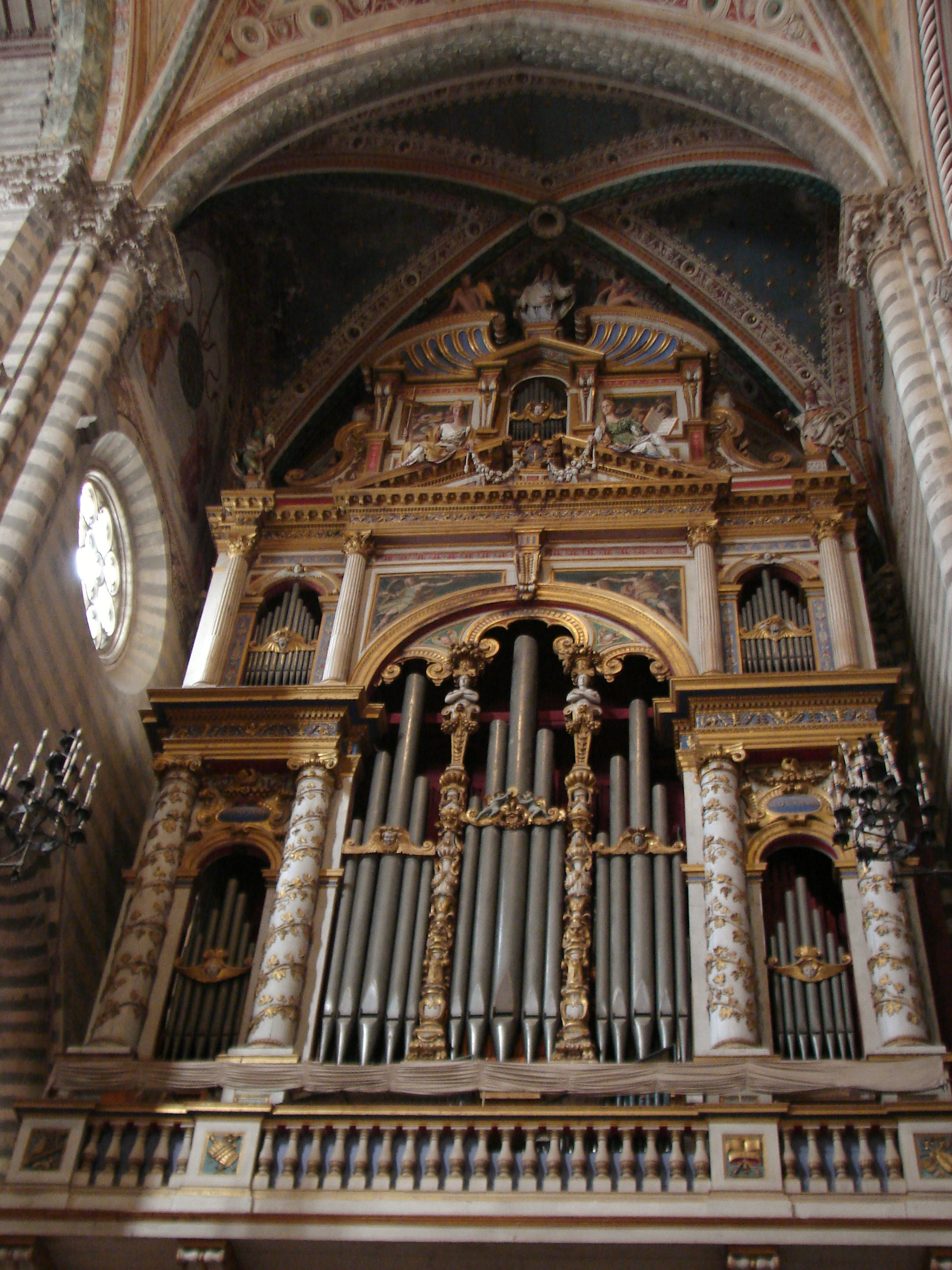
Blick auf die Orgel

Die Geschichte der Orgeln reicht zurück in das Jahr 1588, als die erste Orgel fertiggestellt wurde. Das Instrument befand sich auf der Sängerempore und war von dem Künstler Ippolito Scalza entworfen worden. Das aktuelle Instrument wurde 1974 von dem Orgelbauer Libero Rino Pinchi erbaut. Es hat 72 Register auf drei Manualen und Pedal.
| I Positivo aperto C– |        |
| Principale           | 8′     |
| Ottava               | 4′     |
| XV                   | 4′     |
| XIX – XXII           |        |
| Ripieno IV           |        |
| Sesquialtera II      |        |
| Flauto               | 8′     |
| Corno di Notte       | 8′     |
| Flauto a Camino      | 4′     |
| Flauto in XII        | 2 ⁄3′  |
| Silvestre            | 2′     |
| Terza                | 1 3⁄5′ |
| Flauto in XIX        | 1 ⁄3′  |
| Piccolo              | 1′     |
| Cromorno             | 8′     |
| Tromba Armonica      | 8′     |
| Tromba               | 4′     |
| Tremolo              |        |

| II Grand’Organo C–  |     |
| Principale          | 16′ |
| Principale Diapason | 8′  |
| Principale II       | 8′  |
| Ottava I            | 4′  |
| Ottava II           | 4′  |
| XV                  | 2′  |
| Ripieno X           |     |
| Ripieno VIII        |     |
| Flauto Traverso     | 8′  |
| Bordone             | 8′  |
| Flauto Armonico     | 4′  |
| Cornetto V          |     |
| Viola               | 8′  |
| Dulciana            | 8′  |
| Unda Maris          | 8′  |
| Tromba              | 16′ |
| Tromba              | 8′  |
| Tuba Mirabilis      | 8′  |
| Clarinetto          | 8′  |
| Clarino             | 4′  |

| III Espressivo C– |       |
| Principale        | 8′    |
| Ottava            | 4′    |
| XV                | 2′    |
| Ripieno V         |       |
| Bordone           | 16′   |
| Flauto Forte      | 8′    |
| Bordone           | 8′    |
| Quintante         | 8′    |
| Flauto Ottaviante | 4′    |
| Nazardo           | 2 ⁄3′ |
| Flautino          | 2′    |
| Viola da Gamba    | 8′    |
| Salicionale       | 8′    |
| Viola Celeste     | 8′    |
| Concerto Viole IV | 8′    |
| Violoncello       | 8′    |
| Oboe              | 8′    |
| Tromba Armonica   | 4′    |
| Voce Corale       | 8′    |
| Tremolo           |       |

| Pedale C–    |         |
| Principale   | 32′     |
| Contrabbasso | 16′     |
| Basso        | 8′      |
| Ottava       | 4′      |
| XV           | 2′      |
| Ripieno VII  |         |
| Subbasso     | 16′     |
| Quinta       | 10 2⁄3′ |
| Bordone      | 8′      |
| Flauto       | 4′      |
| Flautino     | 2′      |
| Violone      | 16′     |
| Violoncello  | 8′      |
| Bombarda     | 16′     |
| Tromba       | 8′      |
| Chiarina     | 4′      |

Im 17. Jahrhundert wirkte Giuseppe Giamberti im Gotteshaus als Domkapellmeister.